# Paolo Amadesi
Paolo Amadesi (La Spezia, 10 febbraio 1902 – Torino, 16 maggio 1978) è stato un calciatore italiano, di ruolo centrocampista.

## Palmarès
- Campionato italiano: 1 (revocato)

Torino: 1926-1927
- Campionato italiano: 1

Torino: 1927-1928